# Stanley Meyer
Stanley Allen Meyer (24 d'agost de 1940 - 21 de març de 1998) va ser un inventor estatunidenc. Va crear i va patentar un suposat procés que faria que els motors de combustió interna marxessin amb aigua, mitjançant un aparell que va anomenar water fuel cell. Vegeu també Motor d'aigua.
La pila de combustible d'aigua és un disseny tècnic d'una “màquina de moviment perpetu” creada per Stanley Allen Meyer, al voltant del qual es va crear un cas molt conflictiu. Meyer va afirmar que un vehicle reestructurat amb el seu dispositiu podria utilitzar l'aigua com a combustible en comptes de gasolina. En 1996, un tribunal d'Ohio va determinar que les afirmacions de Meyer sobre la seva “pila de combustible d'aigua” i l'automòbil que va promoure eren fraudulentes i va ordenar que Meyer retornés els diners als inversors que el van demandar.

## La cèl·lula d'aigua

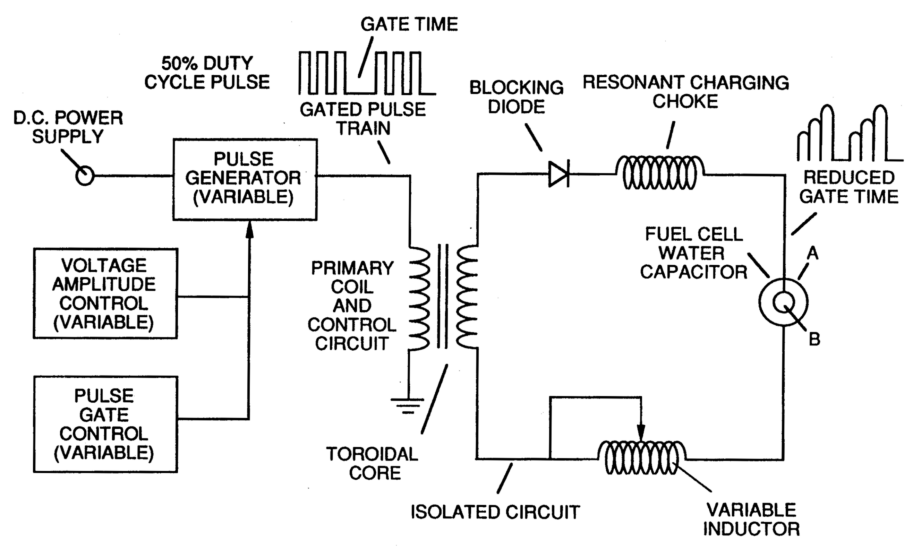
Procés i dispositiu per a la producció de gas combustible

Segons Meyer, un automòbil que utilitza aquest dispositiu podria usar aigua, en lloc de benzina, per a moure's. El dispositiu separaba els components d'aigua, en hidrogen i oxigen a través de l'electròlisi, però fent servir menys energia que l'electròlisi convencional. L'hidrogen i l'oxigen era llavors cremat per a generar energia, en un procés que reconstituïa novament les molècules d'aigua.
Si el dispositiu funcionés com va ser especificat per Meyer, violaria tant la Primera com la Segona llei de la termodinàmica.
L'any 1996, una cort d'Ohio, va atendre la demanda d'uns inversors de Meyer, aquesta va considerar la invenció de Meyer com a frau.

## El terme “cèl·lula de combustible”
Meyer usaba termes com “cèl·lula de combustible” o "cèl·lula de combustible d'aigua” per a referir-se a l'apartat de la seva màquina en el qual l'electricitat passa per l'aigua per a alliberar hidrogen i oxigen. Utilitza els termes en forma oposada del que s'utilitza en ciència o enginyeria com a "cèl·lules electrolítiques”. L'Enciclopèdia de la Universitat de Colúmbia defineix la “pila de combustible" com una cèl·lula en la qual “l'energia química de l'oxidació del gas combustible es converteix directament en energia en un procés continu” i l'electròlisi és el “pas d'un corrent elèctric a través d'una solució conductora o salina”.

## Cobertura dels mitjans de comunicació

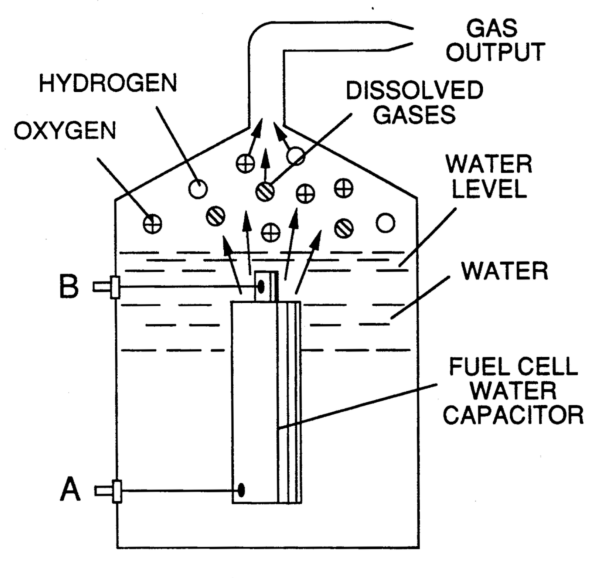
La cèl·lula de combustible, conforme a la patent de Meyer

En un telenotícies de l'emissora WSYX, d'Ohio, Meyer va presentar un automòbil que teòricament funcionaba amb aigua. Ell deia que caldrien uns 83 litres d'aigua per a cobrir la distància entre Los Angeles i Nova York. Meyer va dir que havia modificat el motor del vehicle per a utilitzar la mescla d'hidrogen/oxigen produïda pel seu dispositiu.
Philip Ball, editor de la Revista Nature, va dir marcar les afirmacions de Meyer com Pseudociència, va dir que “no és fàcil dir com funciona el vehicle de Meyer, excepte que involucra una pila de combustible capaç de separar l'aigua en els seus elements usant menys energia que la posteriorment alliberada en tornar-los a unir”. No hi ha cap prova documentada que el sistema produeixi suficient hidrogen i oxigen per a fer funcionar un motor. Fins al moment, diversos estudis de dispositius de Meyer han estat publicats en la literatura científica. Un article en la revista Nature descriu les reivindicacions de Meyer més com un mite d"aigua com a combustible“”.

## Accions judicials
En 1996, Meyer va ser processat per dos inversors, als qui havia venut la seva idea de produir combustible utilitzant aigua. Els professionals contractats per la Cort van examinar la cèl·lula de Meyer i van concloure que no hi havia gens de revolucionari en el dispositiu i que només usava un procés convencional d'electròlisi. Meyer va ser culpable de frau i al pagament d'US $25.000 als inversors.

## Defunció
Stanley Meyer va morir sobtadament el 20 de març de 1998 mentre sopava en un restaurant. El seu germà va afirmar que durant una reunió amb dos inversors belgues, Meyer de sobte va sortir corrent i va dir: "M'han enverinat". Després d'una recerca, la policia de Grove City va estar d'acord amb l'informe del forense del comtat de Franklin que va dictaminar que Meyer, que tenia pressió arterial alta, va morir d'un aneurisma cerebral. Alguns dels partidaris de Meyer creuen que va ser assassinat per a reprimir els seus invents. Philippe Vandemoortele, un dels inversors belgues, va afirmar que havia estat fent costat financerament a Meyer durant diversos anys i el considerava un amic personal, i que no tenia idea d'on venien els rumors.

## Conseqüències
Les patents de Meyer han expirat i les seves invencions són de domini públic; no obstant això, ni aficionats ni companyies comercials han produït prototips que funcionin amb aquestes patents.